# Euselasia mys
Euselasia mys är en fjärilsart som beskrevs av Herrich-Schäffer 1853. Euselasia mys ingår i släktet Euselasia och familjen Riodinidae. Inga underarter finns listade i Catalogue of Life.

## Bildgalleri

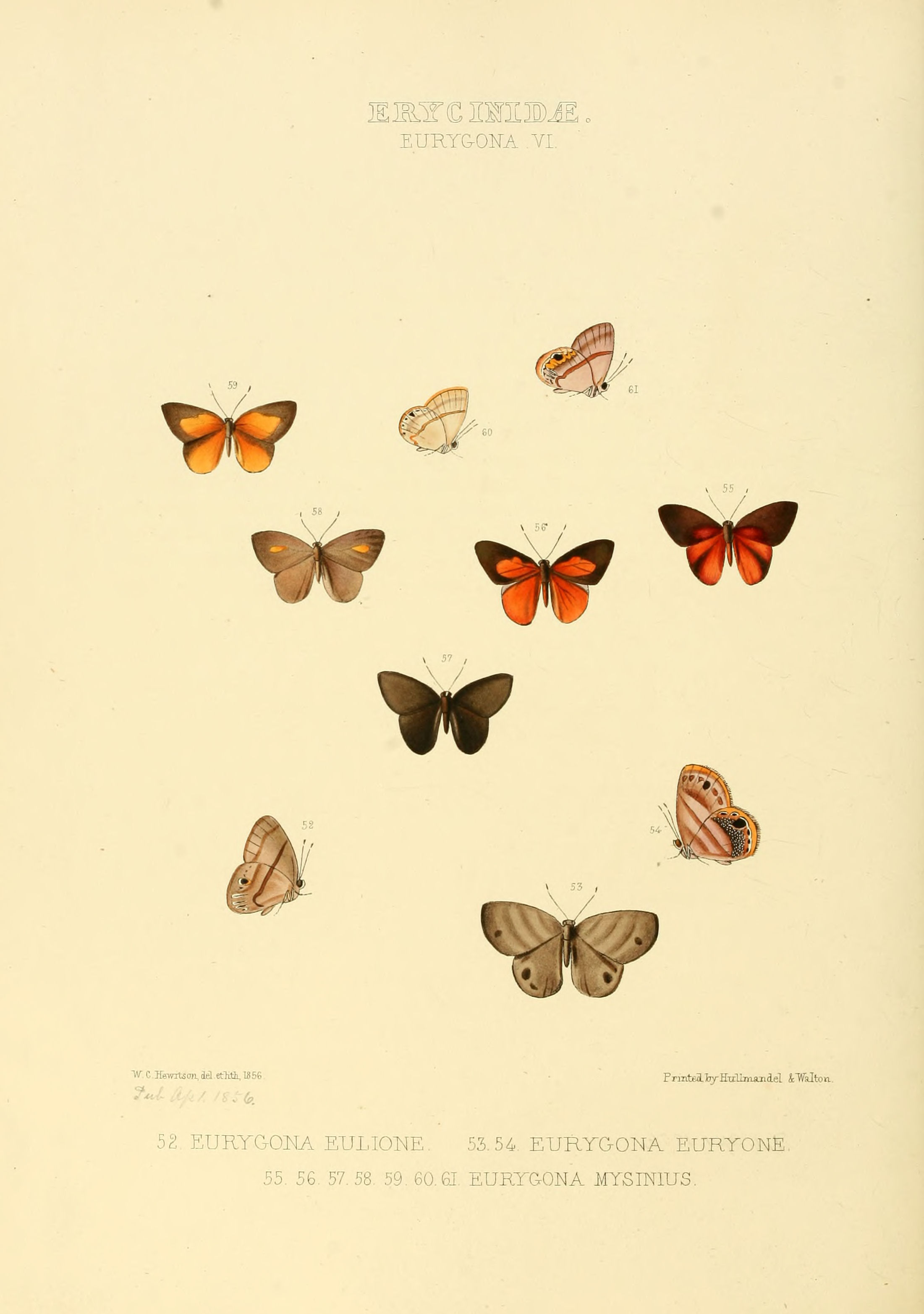